# Charles Michel
Charles Michel (Namur, 1975. december 21. —) belga politikus, az ország miniszterelnöke 2014-től 2019-ig. 2019 és 2024 között az Európai Tanács elnöke. 

## Pályafutása
Michel az Amszterdami Egyetemen szerzett jogi diplomát 1998-ban. 1999-ben lett országgyűlési képviselő a Mouvement Réformateur (Reformmozgalom) párt színeiben. 2006 decemberében Wavre polgármesterévé választották. 2007 decembere és 2011 februárja között együttműködési és fejlesztési miniszter volt. 2011. február 4-én a Mouvement Réformateur elnökévé választották.
A 2014. május 25-i szövetségi parlamenti választások utáni négy hónapos koalíciós tárgyalásokat követően október 11-én kormányt alakított és letette a hivatali esküt.
2018. december 18-án benyújtotta lemondását Fülöp belga királynak -  egyes értelmezések szerint azért, mert erőszakba torkollott az ENSZ migrációs csomagja elleni tüntetés., más értelmezés szerint azért mondott le, mert az Új Flamand Szövetség kilépett a kormánykoalícióból, mivel nem támogatta  az ENSZ migrációs csomagjának kormányfő által történt elfogadását.
December 21-én a belga király elfogadta lemondását, egyúttal felkérte, hogy vállalja el az ügyvivő kormány vezetését a 2019-es választásokig.